# Volta a l'Uruguai
La Volta a l'Uruguai (en castellà Vuelta Ciclista del Uruguay) és una competició ciclista per etapes que es disputa anualment per les carreteres de l'Uruguai. La primera edició es disputà el 1939, sent guanyada per Leandro Noli.
En el palmarès hi ha un predomini total dels ciclistes uruguaians. El ciclista amb més victòries és Federico Moreira. Actualment forma part del calendari de l'UCI Amèrica Tour.

## Palmarès
| Any                    | Vencedor                 | Segon                    | Tercer                   |
| ---------------------- | ------------------------ | ------------------------ | ------------------------ |
| 1939                   | Leandro Noli             | Paulino García           | Luis Modesto Soler       |
| 1940 No disputada      |                          |                          |                          |
| 1941                   | Abel Vera                | Elbio Barrios            | Atilio François Baldi    |
| 1942-1945 No disputada |                          |                          |                          |
| 1946                   | Atilio François Baldi    | Ángel Irigoyen           | Juan de Armas            |
| 1947                   | Atilio François Baldi    | Miguel García            | Guillermo Corbella       |
| 1948                   | Atilio François Baldi    | Luis Ángel de los Santos | Miguel García            |
| 1949                   | Luis Alberto Rodríguez   | Juan Silva               | Virgilio Pereyra         |
| 1950                   | Virgilio Pereyra         | Primo Zuccotti           | Mario De Benedetti       |
| 1951                   | Próspero Barrios         | Mario De Benedetti       | Luis Ángel de los Santos |
| 1952                   | Dante Sudati             | Luis Serra               | Hugo Machado             |
| 1953                   | Aníbal Donatti           | Juan Bautista Tiscornia  | Mario De Benedetti       |
| 1954                   | Luis Serra               | Sixto García             | Alberto Velázquez        |
| 1955                   | Luis Serra               | Dante Sudati             | Miguel Curto Pérez       |
| 1956                   | Juan Bautista Tiscornia  | Walter Moyano            | Mario González           |
| 1957                   | Walter Moyano            | Héctor Castro            | René Deceja              |
| 1958                   | René Deceja              | Pedro Lartegui           | Gabriel Barrios          |
| 1959                   | Héctor Placeres          | Francisco Pérez          | Luis Serra               |
| 1960                   | Walter Moyano            | Héctor Placeres          | René Deceja              |
| 1961                   | Gabriel Barrios          | Rubén Etchebarne Cuestas | Ricardo Vázquez          |
| 1962                   | Rubén Etchebarne Cuestas | René Deceja              | Walter Moyano            |
| 1963                   | Walter Moyano            | Ricardo Vázquez          | Dardo Sánchez            |
| 1964                   | Walter Moyano            | Francisco Pérez          | Vid Cencic Cencic        |
| 1965                   | Juan José Timón Bettega  | Walter Moyano            | Claudio Rosa             |
| 1966                   | Tomás Correa             | Walter Moyano            | Roberto Bica             |
| 1967                   | René Deceja              | Luis Breppe              | Alberto Ferrazán         |
| 1968                   | Jorge Correa             | Walter Moyano            | Oscar Almada             |
| 1969                   | Walter Moyano            | Luis Sosa                | Jorge Jukich             |
| 1970                   | Giuseppe Maffeis         | Pedro de Souza           | Luiz Carlos Flores       |
| 1971                   | Pedro de Souza           | Luis Sosa                | Luiz Carlos Flores       |
| 1972                   | Walter Tardáguila        | Jorge Jukich             | Saúl Alcántara           |
| 1973                   | Dumas Rodríguez          | Humberto Grasso          | Adán Mansilla            |
| 1974                   | Rubén Messones           | Giovanni Fedrigo         | Saúl Alcántara           |
| 1975                   | Antonio Díaz             | Jorge Cuccia             | José Mockford            |
| 1976                   | Raúl Labbate             | Walter Tardáguila        | Diver Ferrari            |
| 1977                   | Carlos Alcántara         | Washington Díaz          | Adán Mansilla            |
| 1978                   | Saúl Alcántara           | Juan Carlos Seijo        | Raúl Richiessi           |
| 1979                   | Alan Matías Presa Piíez  | Ricardo Rondán           | Omar Roberto Richeze     |
| 1980                   | Juan Carlos Ruarte       | Ricardo Calleri          | Juan Carlos Seijo        |
| 1981                   | Alcides Etcheverry       | Rafael Acevedo           | Héctor Scayola           |
| 1982                   | Pedro Omar Caino         | Federico Moreira         | Juan Carlos Haedo        |
| 1983                   | Eduardo Trillini         | Luis Moyano              | Federico Moreira         |
| 1984                   | Rogelio Arango           | Federico Moreira         | Juan Carlos Seijo        |
| 1985                   | José Asconeguy           | Rubén Cano               | Ramiro Vidal             |
| 1986                   | Federico Moreira         | Alcides Etcheverry       | José Asconeguy           |
| 1987                   | José Asconeguy           | Federico Moreira         | Antonio Quintero         |
| 1988                   | Rubén Companioni Blanco  | Eduardo Trillini         | Antonio Hernández        |
| 1989                   | Federico Moreira         | Sergio Tesitore          | Carlos García            |
| 1990                   | Federico Moreira         | Roland Flauyaguet        | Eduardo Trillini         |
| 1991                   | Federico Moreira         | Sergio Llamazares        | Alejandro Beldorati      |
| 1992                   | Andrés Maiztegui         | Sergei Biakov            | Walter Rafael Silva      |
| 1993                   | José Asconeguy           | José Maneiro             | Jamil Suaidem            |
| 1994                   | Viatxeslav Djavanian     | Ievhen Zahrebelni        | Gustavo Figueredo        |
| 1995                   | Gustavo Figueredo        | Oleg Ripa                | Sergio Llamazares        |
| 1996                   | Milton Wynants           | Federico Moreira         | Hernán Cline             |
| 1997                   | Federico Moreira         | Márcio May               | Hernandes Quadri Júnior  |
| 1998                   | Jorge Giacinti           | Sergio Tesitore          | Márcio May               |
| 1999                   | Federico Moreira         | Javier Gómez             | Marlon Pérez Arango      |
| 2000                   | Javier Gómez             | Federico Moreira         | Carlos Quiroga           |
| 2001                   | Javier Gómez             | Alejandro Acton          | Milton Wynants           |
| 2002                   | Gustavo Figueredo        | Federico Moreira         | Alejandro Acton          |
| 2003                   | Luis Alberto Martínez    | Daniel Fuentes           | Jorge Libonatti          |
| 2004                   | Jorge Giacinti           | Daniel Fuentes           | Miguel Direnna           |
| 2005                   | Alvaro Tardáguila        | Daniel Fuentes           | Alejandro Acton          |
| 2006                   | Guillermo Brunetta       | Jorge Bravo              | Luis Alberto Martínez    |
| 2007                   | Jorge Bravo              | Sebastián Cancio         | Richard Mascarañas       |
| 2008                   | Richard Mascarañas       | Néstor Pías Torres       | Ramiro González          |
| 2009                   | Scott Zwizanski          | Ricardo Guedes           | Richard Mascarañas       |
| 2010                   | Richard Mascarañas       | Hernán Cline             | Ramiro González          |
| 2011                   | Iván Casas Buitrago      | Darío Díaz               | Jorge Soto               |
| 2012                   | Magno Nazaret            | Tom Zirbel               | Edgardo Simón            |
| 2013                   | Cristian Egídio          | Murilo Affonso           | José Luis Miraglia       |
| 2014                   | Mariano De Fino          | Gonzalo Tagliabúe        | Gregory Duarte           |
| 2015                   | Carlos Oyarzún Guiñez    | William Chiarello        | Flávio Cardoso           |
| 2016                   | Néstor Pías Torres       | Laureano Rosas           | Richard Mascarañas       |
| 2017                   | Magno Nazaret            | Murilo Affonso           | Flávio Cardoso           |
| 2018                   | Magno Nazaret            | Juan Pablo Dotti         | Agustín Moreira          |
| 2019                   | Walter Vargas            | Cristian Egídio          | Nicolás Tivani Pérez     |
| 2020-2021 No disputada |                          |                          |                          |
| 2022                   | Agustín Alonso           | Pablo Troncoso           | Fernando Méndez          |
| 2023                   | Jorge Giacinti           | Roderick Asconeguy       | André Gohr               |